# Río Psekef
El río Psekef (en ruso: Псекеф es un río del krai de Krasnodar, en Rusia, afluente por la derecha del río Gubs, que lo es del Jodz, tributario del Labá, de la cuenca hidrográfica del Kubán.

## Curso
Tiene una longitud de 10 km y una cuenca de 32.7 km².